# Cyparium thorpei
Cyparium thorpei (лат.) — вид жуков-челновидок (Scaphidiinae) рода Cyparium из семейства жуков-стафилинид. Новая Зеландия.

## Описание
Мелкие жесткокрылые, длина тела типовых экземпляров 3,05—3,15 мм (у других до 5 мм). Форма тела удлиненная; спинные поверхности голые с очень тонкой пунктировкой. Антенны широко расставлены; лобный гребень отсутствует. Переднегрудь хорошо развита, имеется медиальный киль. На 1-м брюшном вентрите 2 или 4 первичные щетинки; все щетинки прямые. Диск надкрылий без точечных рядов. Длина самого длинного шипа передней голени меньше половины ширины голени. Основная окраска равномерно чёрная или красно-черная, за исключением охристого кончика брюшка. Ноги темно-коричневые. Усики охристые, 7-10 членики булавы затемнены.  Надкрылья покрывают все сегменты брюшка, кроме нескольких последних. Формула члеников лапок: 5—5—5. Предположительно, как и близкие виды, микофаги. Вид был впервые описан в 2003 году швейцарским колеоптерологом Иваном Лёблом (Ivan von Löbl) и новозеландским энтомологом Richard A. B. Leschen и назван в честь Stephen Thorpe, коллектора типовой серии.

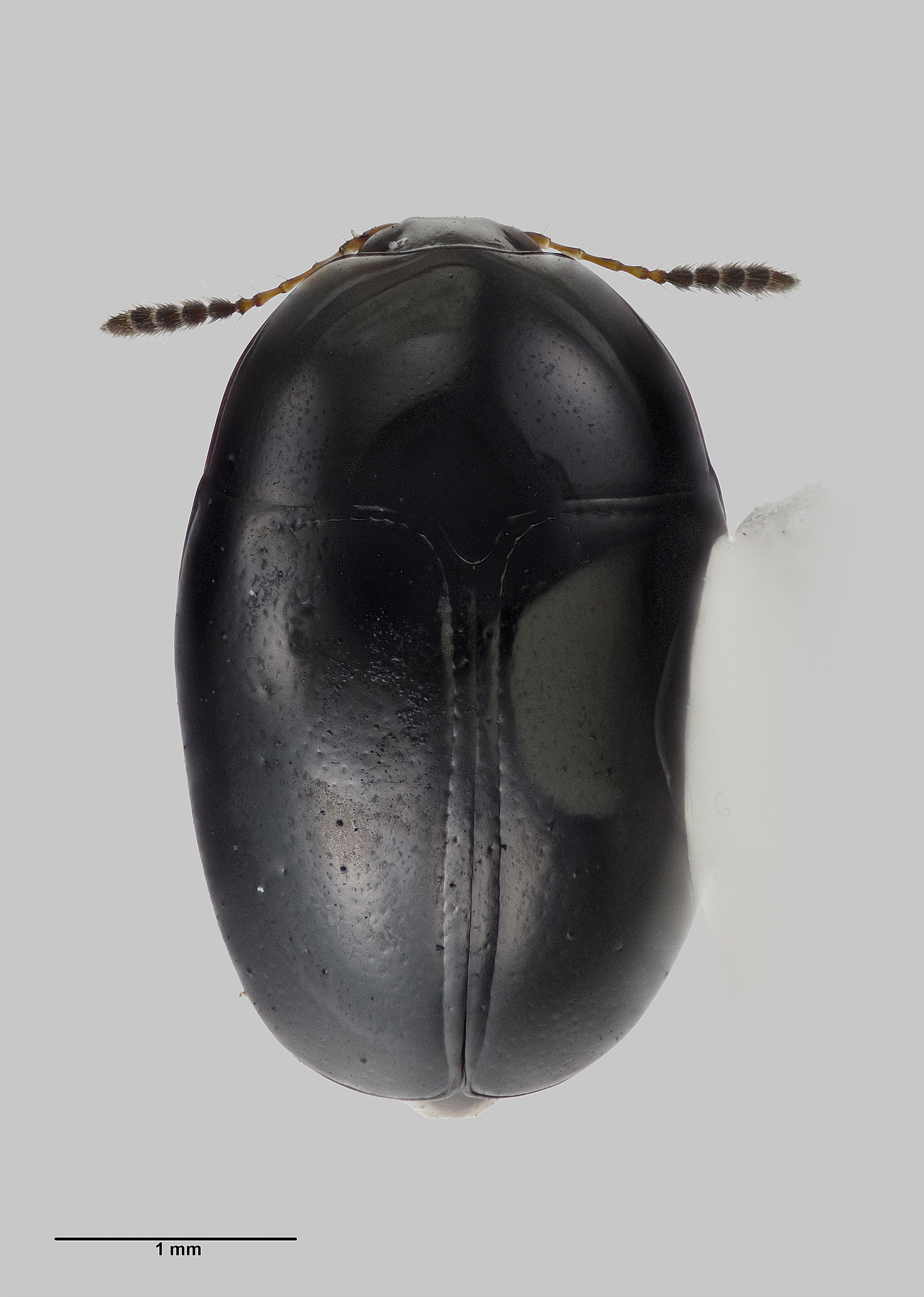
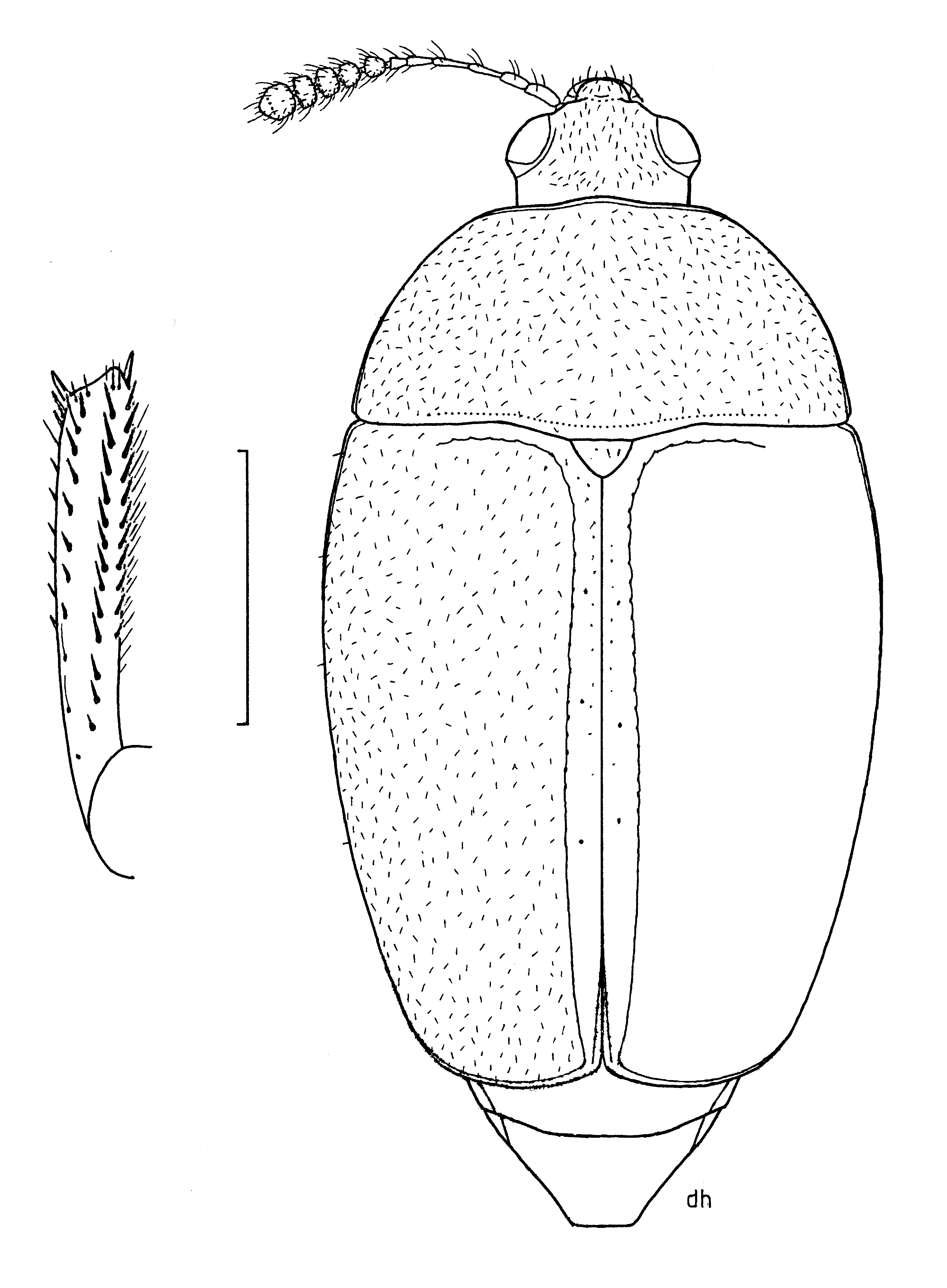